# Concierto de Conciertos
El Concierto de Conciertos fue un evento musical de rock en español, realizado en el Estadio Nemesio Camacho El Campín, en Bogotá, Colombia; durante el 17 y el 18 de septiembre de 1988. Fue organizado por los empresarios musicales Armin Torres y Felipe Santos, con el auspicio de las marcas Coca Cola y 88.9 la súper estación.
En él participaron bandas colombianas como Compañía Ilimitada y Pasaporte, y extranjeras como Los Prisioneros, Los Toreros Muertos (de Chile y España, respectivamente). También actuaron los solistas Yordano, Franco de Vita (por Venezuela) y Miguel Mateos (por Argentina).
El evento congregó a, aproximadamente, 70.000 personas, por lo que es considerado uno de los espectáculos más importantes en Colombia y del renacer de la historia del rock en español en el país. Es considerado, junto con el Festival de Ancón hecho en Colombia en 1971, como el nuevo Woodstock colombiano y el nombre del evento derivó en una costumbre de nombrar conciertos importantes en el país.

## Antecedentes
En 1988, Fernando Pava Camelo, director de la emisora de radio de Bogotá  llamada Super Stereo 88.9, luego Superestación, en conjunto con el prestante e influyente bogotano Felipe Santos y con la ayuda del empresario Armín Torres, organizador y creador de muchos festivales musicales, y la empresa Coca-Cola, decidieron hacer un concierto que impulsara un movimiento musical que volvía a renacer con fuerza en Colombia luego de la generación inicial de la década de los 60s y 70s, el rock en español.
Mientras que para países como Argentina y España el mercado estaba mucho más maduro, en Colombia el rock había perdido difusión comercial y popular a fines de los años 1970 e inicios de los años 1980 debido al auge de la canción romántica, baladas y música popular tropical. Apenas llegaban los ecos de grupos como Soda Stereo, Hombres G, Los Enanitos Verdes, Los Toreros Muertos y Los Prisioneros, y los grupos locales no tenían amplia difusión.

## Organización
El concierto se organizó en conjunto con la Alcaldía Mayor de Bogotá siendo alcalde Andrés Pastrana Arango bajo el nombre de Concierto Bogotá en Armonía y fue programado para el sábado 17 de septiembre de 1988 en el Estadio Nemesio Camacho El Campín a pesar de la fuerte oposición de locutores y periodistas deportivos que preveían la destrucción de las instalaciones dedicadas al fútbol. Su punto de vista acusaba de ligereza a la administración, puesto que consideraban que ésta no debía, por ningún motivo, permitir que dicho escenario deportivo se usara con otros fines. 
Debido a que previamente no se había realizado un evento de estas dimensiones en Colombia, a los organizadores les pareció bien hacer una mezcla heterogénea de géneros musicales de tal manera que se mezclaron tendencias más modernas con sonidos más tradicionales.

## Artistas
Los artistas que participaron fueron (en el siguiente orden):
- Compañía Ilimitada 4:30 p. m. del 17 de septiembre.
- Pasaporte.
- Océano.
- Franco de Vita.
- Timbiriche.
- José Feliciano.
- Los Prisioneros.
- Los Toreros Muertos.
- Yordano.
- Miguel Mateos

## Asistencia
Se calcula que la asistencia al estadio llegó a los 70.000 espectadores, que empezaron a entrar al estadio de la 57, a las 15:30 del sábado 17 de septiembre de 1988.

## Desarrollo del Concierto
Alrededor de las 17:00 el grupo colombiano Compañía Ilimitada dio comienzo al concierto. 
Finalizada esta primera presentación subieron a escena los panameños Océano, y posteriormente los colombianos Pasaporte. Durante la exitosa presentación de este grupo colombiano, y a instancias de su vocalista, la bogotana Elsa Riveros, los asistentes al concierto empezaron a corear el Himno Nacional colombiano y finalmente el lema:
- "¡Bogotá, del putas Bogotá!"

Finalizaron el primer bloque las presentaciones de Franco de Vita y Timbiriche.
La respuesta del público hizo que los solistas José Feliciano y Yordano, y luego los grupos Los Prisioneros y Los Toreros Muertos alargaran los tiempos pactados en sus presentaciones acumulándose tal retraso que el último en presentarse, que era el argentino Miguel Mateos, en vez de hacerlo a la 1:00 tal como se había organizado, empezó a las 6:10 ante las casi 15.000 personas que aún quedaban en el aforo y que soportaron estoicamente la fría noche bogotana. Con los primeros rayos del sol y una suave llovizna, Mateos arremetió contra la organización y arengó al público a participar en su espectáculo con la ya célebre frase: 
- "¿Qué quieren?, ¿qué quieren?, ¿qué es lo que quieren, carajo?"

Su presentación se inició a las 6 de la mañana y con ella se cerró el histórico evento.
El concierto de Miguel Mateos tuvo las siguientes canciones:
- Mi sombra en la pared.
- Vi luz y subí.
- No me dejes caer.
- Y sin pensar.
- Es tan fácil romper un corazón.
- Solo una noche más.
- Llámame si me necesitas.
- Donde arde la ciudad.
- Cuando seas grande.
- Atado a un sentimiento.

Y en la mitad del concierto recuerda la presentación de Jimmy Hendrix en Woodstock, para luego decir:
- "Grande el negro, pero no más que ustedes que hacen que uno deje el corazón y los huevos al ver la salida del sol a espaldas de ustedes!"